# Барановичи-Полесские
 Бара́новичи-Поле́сские (бел. Бара́навічы-Пале́скія) — железнодорожная станция, расположенная в городе Барановичи на ул. Фроленкова.
Станция является конечной (станцией формирования) для электропоездов из Бреста и Минска, дизель-поездов из Гродно, Лиды, Лунинца и Слуцка, межрегиональных поездов на Витебск, Гомель, Калинковичи и международных поездов на Санкт-Петербург, Киев, Харьков, Херсон, Караганду и другие.
Барановичи-Полесские — второй вокзал в городе по времени постройки (первый — Барановичи-Центральные), первый по числу обслуживаемых пассажиров и принимаемых пассажирских поездов, крупнейший вокзал города, находится в стороне от основной магистрали Москва — Брест. 
Основная часть проходящих пассажирских поездов на станции меняет направление движения. 

## История
15 декабря 1862 года по участку Гродно — Поречье проследовал первый поезд, начавший историю Брестского отделения дороги.
30 декабря 1884 года сдана в эксплуатацию железнодорожная линия Вильно — Лида — Барановичи — Лунинец — Пинск, в 1886 году — линия Белосток — Волковыск — Барановичи. Образуется сеть Полесских железных дорог. 
Станция Барановичи становится крупным железнодорожным узлом, через который проходят две самостоятельные и не имевшие между собой связи железные дороги. 
Одна — Московско-Брестская с управлением в Москве — проходила через станцию Барановичи, названную впоследствии Барановичи-Центральные. 
Другая — Полесские железные дороги с управлением в Вильно — проходила через станцию, получившую сперва название Новые Барановичи, а затем переименованная в Барановичи-Полесские.
В этом же году было возведено деревянное здание вокзала, а от станции Барановичи-Полесские до станции Барановичи-Центральные была построена железная ветка протяжённостью 3 км.
С 1880 по 1890 годы в районе станции Барановичи-Полесские строятся амбары, мельница и сухарный завод Виленского интендантства, продовольственный пункт.
В 1899 году вместо деревянного было построено кирпичное здание вокзала Полесских железных дорог площадью 210 м², оборудованное паровым отоплением.
В материалах обследования Полесских железных дорог в 1913 году говорится, что на станции Барановичи имеется путей: главных — 1 вместимостью 53 вагона; поездных — 8 вместимостью 441 вагон; разъездных — 8 вместимостью 155 вагонов; запасных и дровяных — 19 вместимостью 967 вагонов. 
Только за 1900 год станция приняла и отправила 19 212 товарных и пассажирских поездов.
Во время Великой Отечественной войны вокзал станции Барановичи-Полесские был разрушен. После освобождения города в 1944 году начались восстановительные работы.
В знак признания заслуг железной дороги в образовании города на гербе Барановичей изображен паровоз, а на привокзальной площади вокзала Барановичи-Полесские установлен паровоз-памятник.

## Дальнее сообщение
По состоянию на 2015 год вокзал отправляет и принимает поезда следующих направлений:
| № поезда | Маршрут движения          | № поезда | Маршрут движения                   |
| -------- | ------------------------- | -------- | ---------------------------------- |
| 057      | Санкт-Петербург — Гродно  | 058      | Гродно — Санкт-Петербург           |
| 095      | Москва — Брест            | 096      | Брест — Москва                     |
| 101*     | Минск — Варна             | 102*     | Варна — Минск                      |
| 317      | Караганда — Барановичи    | 318      | Барановичи — Караганда             |
| 371      | Могилёв — Львов           | 372      | Львов — Могилёв                    |
| 383      | Харьков — Барановичи      | 632/384  | Гродно/Барановичи — Гомель/Харьков |
|          |                           | 608      | Брест — Минск                      |
| 609      | Гомель — Гродно           | 610      | Гродно — Гомель                    |
| 611      | Витебск — Барановичи      | 612      | Барановичи — Витебск               |
| 627      | Минск — Гродно            | 628      | Гродно — Минск                     |
| 631      | Гомель — Гродно           |          |                                    |
| 639      | Калинковичи — Барановичи  | 640      | Барановичи — Калинковичи           |
| 657/661  | Витебск/Коммунары — Брест | 658/662  | Брест — Витебск/Коммунары          |
| 751      | Минск — Барановичи        | 752      | Барановичи — Минск                 |
| 753      | Минск — Барановичи        | 754      | Барановичи — Минск                 |
| 755      | Минск — Барановичи        | 756      | Барановичи — Минск                 |
| 757      | Минск — Барановичи        | 758      | Барановичи — Минск                 |
| 761      | Барановичи — Брест        | 762      | Брест-Барановичи                   |
| 763      | Барановичи — Брест        | 764      | Брест-Барановичи                   |
| 765      | Барановичи — Брест        | 766      | Брест-Барановичи                   |

Звёздочкой отмечены поезда, курсирующие только в летний период.